# 內特爾克里克鎮區 (伊利諾伊州格蘭迪縣)
內特爾克里克鎮區（英語：Nettle Creek Township）是位於美國伊利諾伊州格蘭迪縣的一個行政鎮區。

## 地方資料
根據2010年美國人口普查的數據，內特爾克里克鎮區的面積為92.70平方千米，當中陸地面積為92.62平方千米，而水域面積為0.08平方千米。當地共有人口492人，而人口密度為每平方千米5.31人。